# Érize-Saint-Dizier
 Érize-Saint-Dizier  là một xã thuộc tỉnh Meuse trong vùng Lorraine đông nam nước Pháp. Xã này nằm ở khu vực có độ cao trung bình 290 mét trên mực nước biển.